# Bunny Hall

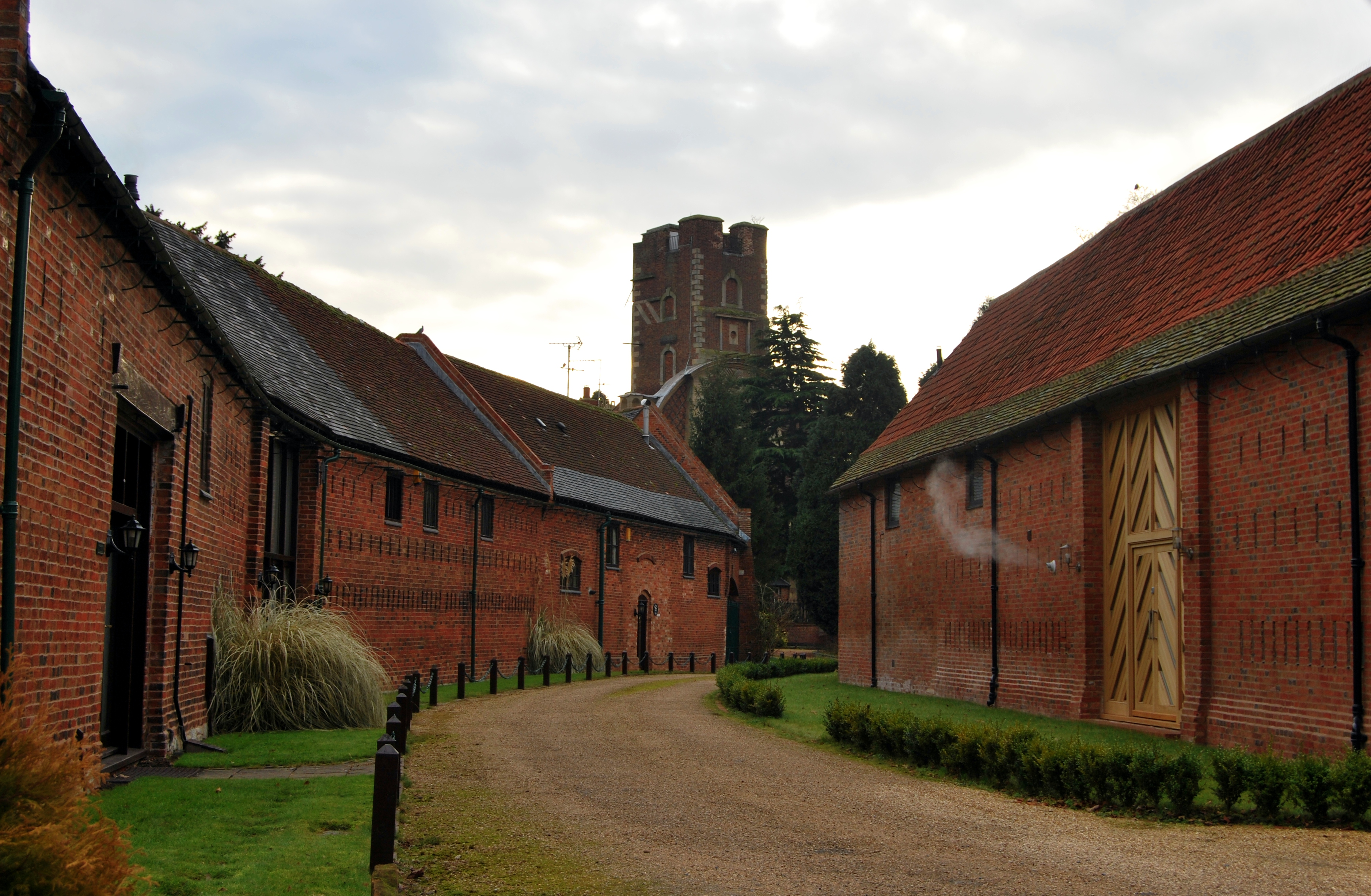
Bunny Hall

Bunny Hall ist ein denkmalgeschütztes Landhaus in der Gemeinde Bunny im Bezirk Rushcliffe, Nottinghamshire. Das Landhaus, Scheunen und andere Nebengebäude stehen seit 1954 unter Denkmalschutz und sind als Grade-I- bzw. Grade-II-Bauwerke gelistet.

## Geschichte

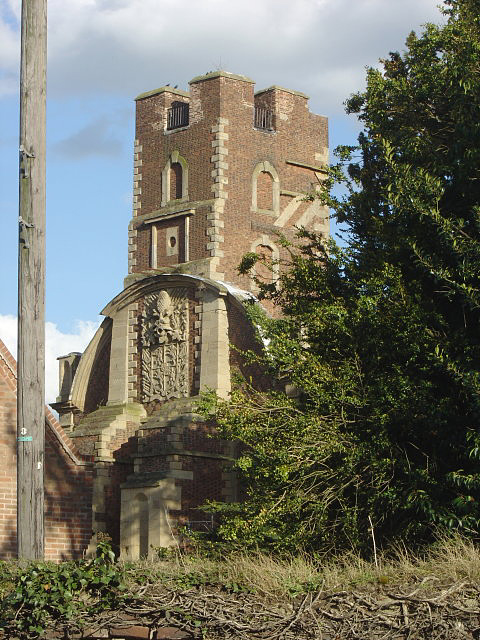
Bunny Hall - The Tower

Das jetzige Landhaus ersetzte einen Vorgängerbau aus dem Sechzehnten Jahrhundert und wurde zwischen 1710 und 1725 im Tudorstil von Sir Thomas Parkyns, 2. Baronet und lokaler Architekt, entworfen und für 12.000 Pfund umgebaut; für weitere 5.000 Pfund ließ er eine 3 Kilometer lange Parkmauer bauen. Bunny Hall wurde bis in das späte 19. Jahrhundert umfangreich erweitert. Es besteht aus rotem Backstein und hat einen 80 Fuß hohen Turm. Das Anwesen befindet sich auf einem 14,5 ha großen Grundstück. Es ist mit einem Kinoraum und einem Freizeitbereich ausgestattet, der mit einem Fitnessraum, Dampf- und Saunaräumen, einem großen beheizten Innenpool und einem separaten Whirlpool und einem Wellnessbereich ausgestattet ist. Es gibt auch eine große Orangerie, einen Salon, eine Bibliothek und eine kreisförmige, glasierte Kuppel, die den Flur und das Treppenhaus beleuchtet.
Das Herrenhaus von Bunny wurde von Richard Parkyns als Mitgift erworben, als er in den 1570er Jahren Elizabeth Barlowe heiratete. Es wird vermutet, dass er die ursprüngliche Halle errichtete. Die nachfolgenden Generationen der Familie Parkyns lebten dort bis 1850.
Zwischen 1826 und 1835 erfolgte eine weitere umfassende Umgestaltung von Bunny Hall durch George Parkyns, 2. Baron Rancliffe (1785–1850). 1850 verlosch die Parkyns-Linie und das Anwesen wurde Frau Burt, der Haushälterin, vermacht, die es der Familie Levinge überließ. Sie verkaufte das gesamte Anwesen mit seinen viertausend Hektar, die sich über 5 Gemeinden ausdehnen, an Sir Albert Ball, den Bürgermeister von Nottingham, der es als Spekulationsobjekt an die Cordeux-Familie weiterverkaufte. Während des Zweiten Weltkriegs wurden das Anwesen und die Halle von Bertie Edwards gekauft, dessen Sohn in das Gebäude umzog und es renovierte.
Es wurde nach 40 Jahren Leerstand im Jahr 2000 von der Unternehmer-Familie Chek Whyte gekauft und stand 2009 zu einem Preis von über 3 Millionen Pfund zum Verkauf.